# Sesvete (Pleternica)
Sesvete is een plaats in de gemeente Pleternica in de Kroatische provincie Požega-Slavonië. De plaats telt 130 inwoners (2001).